# Kyselá žába
Kyselá žába je anticena udílená od roku 2006 za sexistické výroky a činy. Veřejnou soutěž vyhlašuje a anticenu udílí občanské sdružení Žába na prameni, v letech 2006–2008 za podpory nadačního fondu Slovak-Czech Women's Fund. 
Cílem soutěže je dle pořádající organizace otevřít diskusi o správném, nediskriminujícím používání českého jazyka a také upozornit na jevy, výroky a situace, které nejsou vůči ženám nebo mužům fér. Z nominací veřejnosti vybírá oceněné porota, kterou tvoří osobnosti z oblasti kultury, školství, vědy a politiky, z komerčního i neziskového sektoru. Zasedají v ní odborníci a odbornice na genderová studia, jakož i lidé, kteří se touto tematikou aktivně nezabývají. Při příležitosti vyhlášení cen v roce 2008 však Žába na prameni oznámila ukončení své činnosti a ceny byly znovu obnoveny až v roce 2015.

## Ročníky soutěže

### 2006
Ocenění získali:
- Mirek Topolánek, předseda vlády a ODS – za výrok, že pokud by ženy měly „příslušné kvalifikace“, dostalo by se jich do politiky jistě víc.
- Petr Bílek, šéfredaktor Reflexu – za výrok „Ženská témata jsou dána biologicky – menstruace, porod, laktace … s tím, co je biologicky dáno, se pak žena vyrovnává v módě, … stravování…“
- Miloš Zapletal, pořadatel soutěží Miss ČR – za výrok na adresu mužských soutěží sympatie: „Já nejsem příznivcem těchto soutěží… Myslím si, že dívky jsou tu od toho, aby na nás působily svým vzhledem, ty mají být krásné. My muži máme naopak spíš soutěžit třeba ve sportu, nebo v myšlení…“
- ženy, které o sobě neustále hovoří v mužském rodě a které samy prohlašují, že ženy mají sedět doma, starat se o dítě, a nikoli usilovat o kariéru.
- Výměna manželek, pořad televize Nova, v němž se vyměňují výhradně manželky, nikdy manželé.

Cenu si osobně převzal pouze Petr Bílek.

### 2007
Vyhlášení vítězů se uskutečnilo v pražském Činoherním klubu. Po předchozí zkušenosti, kdy si cenu téměř nikdo nepřevzal, byly sošky nahrazeny diplomem. Oceněni byli:
- Mirek Topolánek, předseda vlády a ODS – za radu ženám, že si nemají pořizovat děti, aby měly šance jako muži, v projevu při zahájení Evropského roku rovných příležitostí.
- Lucie Talmanová, místopředsedkyně PSP ČR – za zlehčování rodičovských povinností svého manžela Mirka Topolánka.
- Jiří Paroubek, předseda ČSSD – za hodnocení své nové partnerky Petry, že je „přiměřeně emancipovaná“.
- Radim Uzel, sexuolog – za výrok: “Bisexualita je mýtus. Občasné lovení ve vodách pohlaví, které není vlastní mé přirozenosti, je způsobeno buď tlakem situace, nerozhodností, nebo zvídavým experimentováním…”

### 2008
Anticeny, vyhlašované 21. prosince opět v Činoherním klubu, byly rozděleny do čtyř kategorií:
- Sexistický výrok politika/političky: Petr Nečas, ministr práce a sociálních věcí – za výrok v souvislosti se zveřejněním výzvy k předkládání projektů podporujících rovné příležitosti žen a mužů na trhu práce: „Upozornění: Projekty nemohou mít politický charakter a nesmí sloužit k propagování jakýchkoliv politických nebo ideologických cílů, včetně ideologií feminismu či maskulinismu.”
- Sexistický výrok novinářky/novináře: Pavel Šafr, šéfredaktor Reflexu – za zveřejnění textu J. X. Doležala „Sex podle Špidly“ jako titulního článku v č. 41/2008.
- Sexistický výrok osobnosti ze světa kultury, vědy, sportu: Petr Dvořák, ředitel TV Nova – za výrok při prezentaci „nahých zpráv“ na zpravodajském webu televize: „Když se svlíká ženská, je to hezká věc, pokud je aspoň trošku dobře rostlá. Pokud se svlíká sebelepší chlap, je to příšerný.”
- Sexistická situace ze života: ženy, které tvrdí, že péče o děti a teplé večeře jsou jen ženskou záležitostí

Cenu pro Petra Dvořáka převzala osobně producentka a režisérka Tereza Kopáčová.

### 2015
Po obnovení soutěže byly v dalším ročníku ceny za rok 2015 vyhlášeny až 8. března následujícího roku u příležitosti Mezinárodního dne žen.
- Miloš Zeman, prezident ČR – za výrok, že unesené české dívky v Pákistánu „jednaly neprozřetelně a udělaly starosti rodině i českému státu“, a za představení vize Česka po příchodu muslimských migrantů: „Přijdeme o krásu žen, protože ty budou zahaleny v burkách od hlavy po paty včetně obličeje, kde máte jen takovou látkovou mřížku. Dovedu si představit ženy, kde by to bylo zlepšení, ale takových žen je málo a zrovna tady nikoho takového nevidím.“
- Pavel Páral, komenátor deníku E15 a týdeníku Euro – za text „Feminacistky v akci“, v němž se vyjadřoval ke zrušené výstavě aktů v Akademii věd.
- Scarlett Wilková, redaktorka Mladé fronty DNES – za článek „Genderové šílenství“ ze srpnového Magazínu MfD o posuzování učebnic z genderového hlediska.